# Coupe d'Ukraine de football 1992-1993
Navigation
Coupe d'Ukraine 1992 Coupe d'Ukraine 1993-1994
La Coupe d'Ukraine de football 1992-1993 est la 2e édition de la compétition. Elle voit la victoire en finale du Dynamo Kiev contre le Karpaty Lviv.

## Huitièmes de finale
Les matchs aller sont joués le 25 novembre 1992 tandis que les matchs retour sont joués le 29 novembre 1992.
| Équipe 1                               | Score  | Équipe 2                         | Aller | Retour |
| -------------------------------------- | ------ | -------------------------------- | ----- | ------ |
| SK Odessa (D2)                         | 2 - 3  | (D1) Karpaty Lviv                | 0 - 0 | 2 - 3  |
| Metalist Kharkiv (D1)                  | 1 - 0  | (D2) Temp Chepetivka             | 1 - 0 | 0 - 0  |
| Nyva Ternopil (D1)                     | 3 - 2  | (D1) Dnipro Dnipropetrovsk       | 3 - 0 | 0 - 2  |
| Prykarpattia Ivano-Frankivsk (en) (D2) | 1 - 6  | (D1) Dynamo Kiev                 | 0 - 2 | 1 - 4  |
| Zorya Louhansk (D1)                    | 3 - 5  | (D1) Volyn Loutsk                | 3 - 0 | 0 - 5  |
| Kremin Krementchouk (D1)               | 2 - 2E | (D2) Khimik Sievierodonetsk (en) | 2 - 1 | 0 - 1  |
| Torpedo Zaporijia (D1)                 | 4 - 3  | (D1) Veres Rivne                 | 3 - 1 | 1 - 2  |
| Tavria Simferopol (D1)                 | 1 - 4  | (D1) Metalurh Zaporijia          | 1 - 1 | 0 - 3  |

## Quarts de finale
Les matchs aller sont joués les 23 et 24 mars 1993 tandis que les matchs retour sont joués les 7 et 10 avril 1993.
| Équipe 1                         | Score  | Équipe 2               | Aller | Retour |
| -------------------------------- | ------ | ---------------------- | ----- | ------ |
| Khimik Sievierodonetsk (en) (D2) | 0 - 1  | (D1) Torpedo Zaporijia | 0 - 0 | 0 - 1  |
| Metalurh Zaporijia (D1)          | 1 - 3  | (D1) Karpaty Lviv      | 0 - 1 | 1 - 2  |
| Dynamo Kiev (D1)                 | 7 - 3  | (D1) Volyn Loutsk      | 5 - 1 | 2 - 2  |
| Metalist Kharkiv (D1)            | 2E - 2 | (D1) Nyva Ternopil     | 1 - 0 | 1 - 2  |

## Demi-finales
Les matchs aller sont joués le 20 avril 1993 tandis que les matchs retour sont joués le 11 mai 1993.
| Équipe 1               | Score | Équipe 2          | Aller | Retour |
| ---------------------- | ----- | ----------------- | ----- | ------ |
| Torpedo Zaporijia (D1) | 1 - 3 | (D1) Karpaty Lviv | 0 - 1 | 1 - 2  |
| Metalist Kharkiv (D1)  | 1 - 4 | (D1) Dynamo Kiev  | 1 - 1 | 0 - 3  |

## Finale
| ·                |                           |     |
| Titulaires :     |                           |     |
|                  |                           |     |
| 1                | Ihor Kutyepov (en)        |     |
| 2                | Oleh Luzhnyy              |     |
| 3                | Vitaliy Ponomarenko (en)  |     |
| 4                | Vyacheslav Khruslov (en)  | 85e |
| 5                | Serhiy Shmatovalenko (en) |     |
| 6                | Serhiy Rebrov             | 40e |
| 7                | Andriy Annenkov (en)      |     |
| 8                | Yuriy Hritsyna (en)       | 64e |
| 9                | Dmytro Topchiyev (en)     |     |
| 10               | Viktor Leonenko (en)      |     |
| 11               | Anatoliy Bezsmertnyi (en) |     |
|                  |                           |     |
| Remplaçants :    |                           |     |
| 13               | Serhiy Kovalets (en)      | 40e |
| 14               | Pavlo Shkapenko (en)      | 64e |
| 12               | Volodymyr Sharan (en)     | 85e |
|                  |                           |     |
| Entraîneur :     |                           |     |
| Mykhailo Fomenko |                           |     |

| ·               |                            |     |
| Titulaires :    |                            |     |
|                 |                            |     |
| 1               | Bohdan Strontsitsky (en)   |     |
| 2               | Serhiy Romanishyn (en)     |     |
| 3               | Oleksandr Chyzhevskyi (en) |     |
| 4               | Andriy Husin               |     |
| 5               | Yuriy Mokrytskyi (en)      |     |
| 6               | Anatoli Petryk (uk)        |     |
| 7               | Vasyl Kardash (en)         |     |
| 8               | Vasyl Leskiv (uk)          |     |
| 9               | Iouri Chouliatytsky (uk)   | 46e |
| 10              | Ihor Plotko (en)           |     |
| 11              | Mykhaylo Stelmakh (en)     | 77e |
|                 |                            |     |
| Remplaçants :   |                            |     |
| 17              | Mykola Kalichtchouk        | 46e |
| 16              | Dmytro Mazour (uk)         | 77e |
|                 |                            |     |
| Entraîneur :    |                            |     |
| Myron Markevych |                            |     |

| ·                |                           |     |
| Titulaires :     |                           |     |
|                  |                           |     |
| 1                | Ihor Kutyepov (en)        |     |
| 2                | Oleh Luzhnyy              |     |
| 3                | Vitaliy Ponomarenko (en)  |     |
| 4                | Vyacheslav Khruslov (en)  | 85e |
| 5                | Serhiy Shmatovalenko (en) |     |
| 6                | Serhiy Rebrov             | 40e |
| 7                | Andriy Annenkov (en)      |     |
| 8                | Yuriy Hritsyna (en)       | 64e |
| 9                | Dmytro Topchiyev (en)     |     |
| 10               | Viktor Leonenko (en)      |     |
| 11               | Anatoliy Bezsmertnyi (en) |     |
|                  |                           |     |
| Remplaçants :    |                           |     |
| 13               | Serhiy Kovalets (en)      | 40e |
| 14               | Pavlo Shkapenko (en)      | 64e |
| 12               | Volodymyr Sharan (en)     | 85e |
|                  |                           |     |
| Entraîneur :     |                           |     |
| Mykhailo Fomenko |                           |     |

| ·               |                            |     |
| Titulaires :    |                            |     |
|                 |                            |     |
| 1               | Bohdan Strontsitsky (en)   |     |
| 2               | Serhiy Romanishyn (en)     |     |
| 3               | Oleksandr Chyzhevskyi (en) |     |
| 4               | Andriy Husin               |     |
| 5               | Yuriy Mokrytskyi (en)      |     |
| 6               | Anatoli Petryk (uk)        |     |
| 7               | Vasyl Kardash (en)         |     |
| 8               | Vasyl Leskiv (uk)          |     |
| 9               | Iouri Chouliatytsky (uk)   | 46e |
| 10              | Ihor Plotko (en)           |     |
| 11              | Mykhaylo Stelmakh (en)     | 77e |
|                 |                            |     |
| Remplaçants :   |                            |     |
| 17              | Mykola Kalichtchouk        | 46e |
| 16              | Dmytro Mazour (uk)         | 77e |
|                 |                            |     |
| Entraîneur :    |                            |     |
| Myron Markevych |                            |     |